# Gire
A Gire egy magyar avantgarde metal együttes, mely 1995-ben alakult Makón.

## Történet
Az első felállásban Jáksó Imre énekes, Kónya Zoltán gitáros, Rozsnyai Tamás gitáros, Igaz István basszusgitáros és Borbás Gábor dobos vettek részt. 1996 szeptemberében rögzítették első demójukat On Dist. címmel. A thrash/death/extrém metal alapú demó felvétele után csatlakozott a zenekarhoz Kátai Tamás billentyűs, aki az experimentális black metalt játszó Thy Catafalque tagja is. A szaklapokban megjelenő kedvező kritikák hatására 1997 őszén a Gire országos turnén vehetett részt a budapesti Intense társaságában. Közvetlenül a turné előtt (1997 augusztusában) a basszusgitárosi poszton változás állt be: Igaz István helyét Hermann Balázs vette át. Időközben a tagokban egyre erősödött a vágy egy, az addiginál ösztönszerűbb, kifejezőbb, különlegesebb zenei irány felé, ami áldozatokkal járt. Jáksó Imre énekes 1998 februárjában, majd Borbás Gábor dobos 1998 júniusában kilépett.
1999 decemberében megjelent az Energire című második demó hét dallal, majd 2000-ben a Hét madár című egyszámos anyag. Ezután egy kis idő erejéig angol nyelvre váltott a zenekar és olyan hangszerekkel kísérleteztek, mint a konga, darbuka vagy a didgeridoo. Az eredmény a 2002-ben megjelenő Metabiosis demó és a címadó dalra készült klip .
2003-ban Rozsnyai Tamás gitáros/énekes kilépett a Gire-ból, ami így trióvá olvadt. Ebben a felállásban rögzítették a következő, ötödik anyagukat (V), ahol vendégszerepelt Lédeczy Lambert énekes az Ahrimanból, illetve Bíró Anita hegedűs. A zenekar 2004-ben fellépett a Soulfly vendégeként a Petőfi Csarnokban, amely fellépésről videóklip  is készült. Még ebben az évben kijött a Nádak, erek demó, ezúttal Sarkadi Judit énekesnő közreműködésével. Erről a dalról szintén készült egy klip .
2005-ben fellépés a svéd Katatonia előtt és a MetalMania Fesztiválon Budapesten. Az év közepén Balázs Skóciába utazott, helyére Patkós Péter (Gőzerő, Hi-Temp) ugrott be a fellépések erejéig. Októberben a zenekar megkezdte az első album felvételeit a békéscsabai Elysion Stúdióban. Az egyszerűen Gire címet viselő album tizenegy dalt tartalmaz, köztük egy Necropsia-feldolgozást. Vendégként pedig újra itt van Rozsnyai Tamás, Lédeczy Lambert, Bíró Anita és Sarkadi Judit, valamint Tóth Ágnes (The Moon and the Nightspirit) hegedűn. A szerzői kiadású, digipack formátumú album 2007 februárjában jelent meg a Negative Art és a finn Firebox terjesztésében.
Az albumhoz elkészült az első klip: Az őzek futása, majd a második, a Necropsia 1994-es Trans Express dalának feldolgozása . Az album kiadása előtt még az A38 hajón játszott a Gire az Ektomorf előtt. A lemezt 2007 legjobb magyar metal albumává választották a Hungarian Metal Awards szakmai szavazásán.
Az együttes 2007 szeptemberében felfüggesztette az aktív működést a tagok földrajzi szétszóródása miatt. Kátai Tamás a Thy Catafalque-ban, Hermann Balázs pedig a Doc.Daneekában és a Lipsync For A Lullabyban folytatta tovább Skóciában. Mindhárman szerepeltek a Thy Catafalque Róka Hasa Rádió című albumán, 2009-ben.

## Tagok
Az utolsó felállás
- Kónya Zoltán – gitár, ének (1995–2007)
- Hermann Balázs – basszusgitár (1997–2007)
- Kátai Tamás  – billentyűs hangszerek, programok, szövegek (1996–2007)

Korábbi tagok
- Jáksó Imre – ének (1995–1998)
- Rozsnyai Tamás – gitár, ének (1995–2003)
- Igaz István – basszusgitár (1995–1997)
- Borbás Gábor – dobok (1995–1998)

## Diszkográfia

### Albumok
2007 – Gire

### Demók
| 1. | Csak én...  |  |
| 2. | Elégedetlen |  |
| 3. | Álomban     |  |
| 4. | Önpusztítás |  |
| 5. | Jenny       |  |

| 1. | Törjön testünk!           |  |
| 2. | Kettős tűz                |  |
| 3. | Harmadnapon               |  |
| 4. | Földfordulás              |  |
| 5. | Holdhattyak               |  |
| 6. | Nyártáj                   |  |
| 7. | A Teremtés és a Tisztaság |  |

| 1. | Hét madár |  |

| 1. | Aranyhajnal |  |
| 2. | Metabiosis  |  |
| 3. | Seven Birds |  |
| 4. | Nightabyss  |  |

| 1. | Eocén Expressz |  |
| 2. | Bábel          |  |
| 3. | Aranyhajnal    |  |

| 1. | Nádak, erek                        |  |
| 2. | Propaganda (Sepultura feldolgozás) |  |